# Plecoptera uniformis
Plecoptera uniformis är en fjärilsart som beskrevs av Moore 1882. Plecoptera uniformis ingår i släktet Plecoptera och familjen nattflyn. Inga underarter finns listade i Catalogue of Life.